# Corozal (Veraguas)
Corozal es un corregimiento del distrito de Las Palmas en la provincia de Veraguas, República de Panamá. La localidad en 2010 tenía 920 habitantes.